# Jan Procházka (fotbalista)
Jan Procházka (* 2. prosince 1978, Kladno) je bývalý český fotbalový obránce, který naposledy působil v klubu SK Kladno.
Jedná se o odchovance kladenského fotbalu. Ve své kariéře nastupoval jen za dva celky - SK Kladno a Baník Most. V nejvyšší soutěži celkem odehrál 109 utkání, ve kterých vstřelil devět branek. V současné době nastupuje v okresním přeboru za TJ Sokol Lidice.
Od začátku roku 2022 vedl jako hlavní trenér A tým SK Kladno . Ovšem cíl v podobě postupu z Divize B nesplnil a v létě roku 2023 byl z této pozice odvolán. Poté v klubu začal trénovat mladší dorost do sedmnácti let..